# فيليز علي
فيليز علي (بالتركية: Filiz Ali)‏ هي عازفة بيانو تركية، ولدت في 30 سبتمبر 1937 في إسطنبول في تركيا.